# Villedubert
Villedubert település Franciaországban, Aude megyében. Lakosainak száma 340 fő (2022. január 1.). Villedubert Berriac, Bouilhonnac, Carcassonne, Trèbes, Villalier és Villemoustaussou községekkel határos.

## Népesség
A település népessége az elmúlt években az alábbi módon változott:
| Lakosok száma | 180  | 254  | 276  | 364  | 338  | 343  | 345  | 348  | 345  | 340  |
|               | 1968 | 1982 | 1990 | 2006 | 2013 | 2015 | 2017 | 2019 | 2020 | 2022 |